# Taraxacum pannonicum
Taraxacum pannonicum — вид рослин з родини айстрових (Asteraceae), поширений у Європі від Німеччини до заходу Росії.

## Поширення
Поширений у Європі від Німеччини до заходу Росії.